# Groppo (Riolunato)
Groppo è una frazione di Riolunato.

## Territorio
Il territorio della frazione può essere inteso sia quello del solo paese, con i terreni circostanti, sia un'area più vasta, delimitata, verso valle (sud-est), dal torrente Scoltenna, verso monte (nord-ovest), oltre le vie Giardini e Vandelli, dal confine con il comune di Palagano; a sud-ovest dal comune di Pievepelago e a nord-est dalla frazione di Roncombrellaro; in questa seconda accezione, comprende l’abitato di Cabonargi e numerosi altri abitati minori e ha un’estensione di all'incirca 3 km2.

## Storia
Groppo nel XV secolo era comune, dotato di propri statuti . L'appartenenza al comune di Riolunato è piuttosto recente: ancora nel 1845 veniva fatto rientrare nella Comunità di Pievepelago, una delle cinque comunità in cui era suddiviso il Frignano (le altre erano: Pavullo, Fanano, Sestola e Fiumalbo) . Nel 1786-87 una grande lavina interessò l'abitato, giungendo sino allo Scoltenna). 
Tra i personaggi, nativi di Groppo, che ebbero una qualche notorietà si possono citare: il padre Claudio Fini, celebre nel secondo Cinquecento come teologo e predicatore, testimone della santità di san Luigi Gonzaga; Saverio Cabonargi, mazziniano, che animò la partecipazione della montagna frignanese alla rivoluzione di Modena del 1831 e Luigi Cabonargi (m. 1852) medico a Roma, amico di Stendhal. 
Durante la fase finale della seconda guerra mondiale il territorio di Groppo si trovò poco a nord della linea gotica; di quel periodo si ricorda la caduta, sulle alture prossime all'abitato, di un aereo da ricognizione statunitense: il corpo del pilota, Paul M. Thorngren, da Boone (Iowa), fu provvisoriamente tumulato nei pressi della chiesa parrocchiale e ora riposa nel Cimitero Americano di Firenze.
Al medesimo periodo risale l'operazione Herring, alla quale partecipò e nella quale cadde eroicamente, il 22 aprile 1945, il paracadutista Enea Cucchi, originario del luogo, insignito della medaglia d'argento al valor militare; una via e una targa commemorative gli sono dedicate nel capoluogo del Groppo.

## Società
La popolazione locale è drasticamente diminuita negli anni Cinquanta e Sessanta del Novecento, per l'emigrazione in pianura e all'estero. Oggi è molto limitata e di età media elevata.

## Monumenti e luoghi d'interesse
Nel centro della frazione si segnalano in particolare la chiesa di San Pietro, la cui struttura centrale è datata 1621, ma nel quale è conservata una fonte battesimale in arenaria della fine del '400 e un pulpito in legno intagliato della metà del '500; il campanile, situato nei pressi della chiesa, reca sull'architrave scolpito del portone una scritta che menziona lo scomparso storico paese di Flaminiatico, sede di una delle principali comunità della zona e distrutto nel '400 da eventi bellici. Anche gli edifici civili hanno una loro bellezza, raggruppati intorno ad un'aia. Degna di menzione è la cosiddetta Villa Angelina, le cui origini risalgono probabilmente al sec. XV quando i Cabonargi edificarono qui la prima abitazione, poi ristrutturata significativamente alla fine del sec. XVIII e in quello successivo. 
Le altre frazioni e abitati non presentano monumenti, ma vi si ritrovano edifici di tipologia tradizionale, in pietra, frammisti a costruzioni più recenti. 
Da questo versante della valle dello Scoltenna è particolarmente suggestiva la vista del prospiciente Monte Cimone.